# Убальдини (династия)
Убальдини (итал. Ubaldini) — итальянский аристократический род, гибеллины.

## История
Принадлежа к фракции гибеллинов, семья пережила период наибольшего расцвета при императорах Фридрихе I Барбароссе и Фридрихе II.
Во время своего похода в Италию Фридрих Барбаросса гостил близ Польканто (ит.) в замке Пила, принадлежавшему роду Убальдини. Из этого эпизода возникла легенда о гербе Убальдини, на котором изображена голова оленя. Легенда гласит, что во время охоты на оленя император преследовал великолепного самца, и один из Убальдини схватил его за рога, чтобы император верхом на коне мог пронзить его. Впечатленный мужеством, проявленным Убальдини, во время последовавшего банкета Барбаросса подарил трофей оленя Убальдини и предоставил честь изобразить его на фамильном гербе.
В семье Убальдини было много выдающихся членов, среди которых выделяются кардинал Оттавиано дель Убальдини, архиепископ Руджери дельи Убальдини и Магинардо дель Фрассино.
Кардинал был чрезвычайно влиятельным человеком. При нем владения Убальдини, возведенные в графство, распространились до замка Карда близ Апеккьо в Марке (замок принадлежал одноименной ветви семьи, Убальдини делла Карда, в то время как доминирующей ветвью в Муджелло была ветвь Убальдини делла Пила). Он принимал участие в знаменитом конклаве в Витербо (1268-1271), на котором он был сторонником Тедальдо Висконти, который после избрания принял имя Григория X (Убальдини также был среди кандидатов на папский престол).
В 1278 году архиепископ Руджери стал архиепископом Пизы, города, в котором тогда доминировали гвельфы Уголино делла Герардеска и Нино Висконти. Именно Руджери заключил Уголино вместе с двумя сыновьями и двумя племянниками в башню Муда (ит.), где они и умерли. Вероятно, по этой причине Данте поместил его в число политических предателей в своем «Аду».
Магинардо дель Фрассино был последним из Убальдини делла Пила, кто оказал сопротивление флорентийцам. Из своего замка Фрассино (Палаццуоло-суль-Сенио) он оспаривал господство флорентийцев над Муджелло. Он яростно сражался, но флорентийцы, которые уже завоевали и купили весь Муджелло, победили его в 1373 году. Пленили его и, привезя в цепях во Флоренцию, обезглавили, оставив его кровь на камнях дворца Барджелло (ит.) на несколько дней.
Последний представитель Убальдини делла Пила, Джованни Д'Аццо, бежал из Муджелло и нашел убежище у Убальдини делла Карда, графов Апеккьо и Пекорари.
В Апеккьо Убальдини владели графством до 1752 года, пока Федерико II не умер, не оставив прямых наследников, и вотчина была внезапно занята папскими войсками. Последними суверенными графами были: Анджело Мария (ум. 1727), Джулио Чезаре (ум. 1745) и Федерико II (ум. 1752).